# Muza (wiersz Kochanowskiego)
Muza (Muzy) – wiersz Jana Kochanowskiego, będący jego manifestem twórczym.
Wiersz powstał prawdopodobnie ok. 1567, ale przed 1570. Ukazał się po raz pierwszy w 1585/1586 w pośmiertnej edycji dzieł, zatytułowanej Jan Kochanowski. Nie zachował się żaden wcześniejszy przekaz wiersza autoryzowany przez autora. W tomie pośmiertnym wiersz zatytułowany jest Muza, mógł jednak pierwotnie nosić tytuł Muzy, ponieważ Kochanowski zwraca się w utworze do wszystkich muz. Utwór stanowi rodzaj manifestu poetyckiego. Autor zamyka w nim swoje dotychczasowe doświadczenia twórcze i wyznacza dalszy program.